# Herbert Nitzschke
Fritz Herbert Nitzschke (* 29. November 1897 in Leipzig; † 22. Februar 1969 in Berlin) war ein deutscher Filmarchitekt und Maler.

## Leben und Wirken
Nitzschke absolvierte in Leipzig eine Lehre als Lithograf. 1915 begann er ein Studium an der Akademie für graphische Künste und Buchgewerbe in Leipzig, das er abbrechen musste, weil er 1916 als Soldat eingezogen wurde, um bis 1918 am Ersten Weltkrieg teilzunehmen. Dann setzte er sein Studium bis 1923 fort. Er war an der Akademie Vorsitzender des Revolutionären Studentenrates. Ab 1923 arbeitete er in Görlitz als freischaffender Maler und betrieb er eine private Malschule. Er war mit Johannes Wüsten befreundet. 1928 zog er nach Berlin, wo er weiter als Maler arbeitete und eine Malschule hatte.1938 wies ihn das Bautzner Adressbuch als stellvertretenden Vorsitzenden des Lausitzer Künstlerbunds aus. Es ist jedoch keine Bautzner Wohnadresse vermerkt. Ab 1931 arbeitete er bei der UFA als Maler und ab 1938 als Filmarchitekt bei einer in Babelsberger Studios entstandenen französischen Produktion. 1940 setzte Nitzschke die Entwürfe des Architektenduos Karl Vollbrecht / Otto Hunte bei seiner ersten rein deutschen Produktion, dem nationalistischen Reiterdrama … reitet für Deutschland, um. Bis Kriegsende 1945 realisierte er als freischaffender Künstler für diverse Produktionsfirmen (UFA, Bavaria, Terra, Berlin-Film) die Entwürfe mehrerer Kollegen, darunter Wilhelm Vorwerg, Max Seefelder, Hermann Asmus und Willi Eplinius.
Nach dem Ende des Zweiten Weltkriegs trat Nitzschke 1945 der KPD, dann der SED bei. Von 1947 bis zum Mauerbau 1961 arbeitet er als Filmarchitekt bei der DEFA, wo er jedoch eher minder bedeutende und zum Teil stark tendenziöse Inszenierungen ausstattete.
Daneben betätigte er sich als freier Maler. Er war Mitglied des Verbands Bildender Künstler der DDR.

## Filmografie
- 1938: Herzdame (L’entraîneuse)
- 1941: … reitet für Deutschland
- 1941: Der 5. Juni
- 1942: Johann
- 1943: Gabriele Dambrone
- 1943: Die schwarze Robe
- 1944: Rätsel der Nacht
- 1954: Hotelboy Ed Martin
- 1954: Sommerliebe
- 1955: Der Fackelträger
- 1956: Der Teufelskreis
- 1956: Zwischenfall in Benderath
- 1956: Die Fahrt nach Bamsdorf
- 1957: Jahrgang 21
- 1958: Der junge Engländer
- 1958: Reportage 57
- 1959: Erich Kubak
- 1959: Schritt für Schritt
- 1959: Das hölzerne Kälbchen (UA: 1961)
- 1960: Fünf Tage – Fünf Nächte
- 1961: Tanz am Sonnabend – Mord?
- 1961: Vom König Midas

## Zeichenkunst (Auswahl)
- Paul Robeson (Kreidezeichnung, 65 × 80 cm; auf der Dritten Deutschen Kunstausstellung)[1]
- Prof. Joliot-Curie (Kreidezeichnung, 65 × 80 cm; auf der Dritten Deutschen Kunstausstellung)[2]
- Albert Einstein (Kreidezeichnung, 65 × 80 cm; auf der Dritten Deutschen Kunstausstellung)[3]
- Erich Weinert (Kreidezeichnung, 65 × 80 cm; auf der Dritten Deutschen Kunstausstellung)[4]

## Ausstellungen
- 1949: Berlin („Mensch und Arbeit“)[5]
- 1949: Potsdam, Bezirkskunstausstellung
- 1953 und 1967/1968: Dresden, Dritte und VI. Deutsche Kunstausstellung